# Swartzia froesii
Swartzia froesii är en ärtväxtart som beskrevs av John Macqueen Cowan. Swartzia froesii ingår i släktet Swartzia och familjen ärtväxter. Inga underarter finns listade i Catalogue of Life.